# Lars-Henrik Ottoson

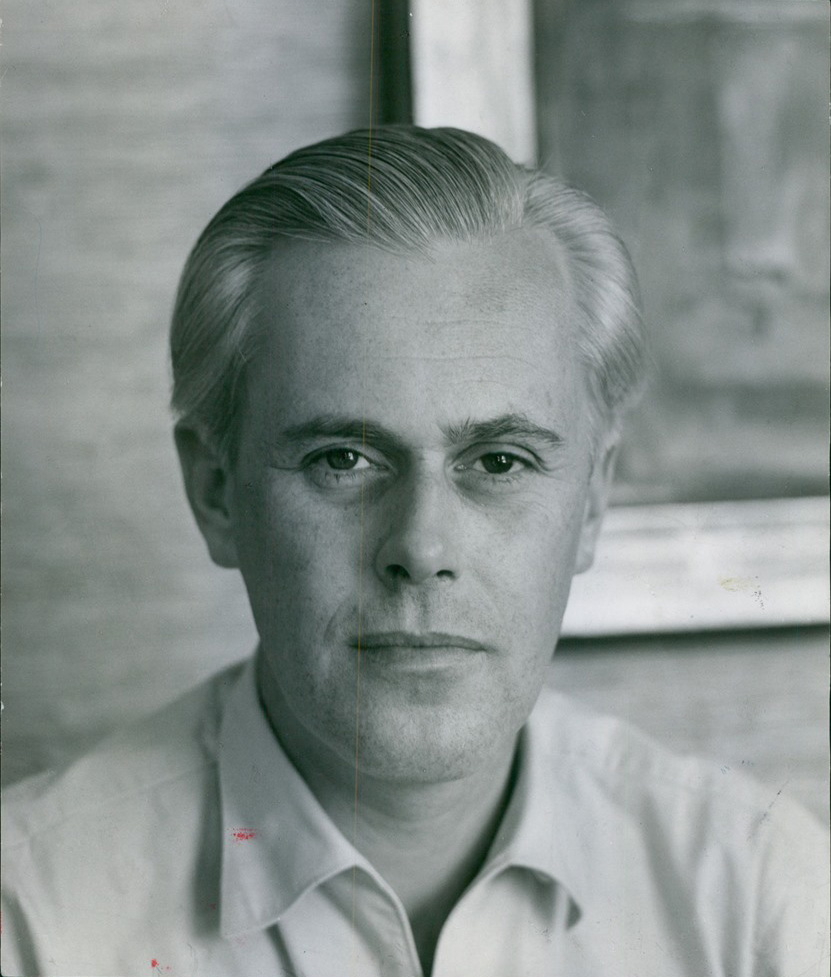
Lars-Henrik Ottoson 1961.

Lars-Henrik Ottoson, född 13 december 1922 i Bromma, död 5 april 2010 i Florida, var en svensk journalist, författare, reklamchef och regissör. Han var son till sångarna och skådespelarna Elvin och Märta Ottoson. Lars-Henrik Ottoson var känd i hela Sverige som kommentator till Ingemar Johanssons segermatch mot Floyd Patterson: "Vi har fått en svensk världsmästare!". 
Ottosson avled på ett sjukhus i Florida efter en tids sjukdom.

## Regi och filmmanus
- 1956 – Gorilla

## Filmografi roller
- 2005 – Fredens pris